# Potentilla desertorum
Potentilla desertorum är en rosväxtart som beskrevs av Aleksandr Andrejevitj Bunge. Potentilla desertorum ingår i Fingerörtssläktet som ingår i familjen rosväxter.

## Underarter
Arten delas in i följande underarter:
- P. d. arnavatensis
- P. d. ternata
- P. d. arnavatensis
- P. d. desertorum